# 白尾角马
白尾角马（学名：Connochaetes gnou）是角马属的一种。白尾角马的种群曾一度接近消亡，现在又得到了重新的引进，分布在非洲南部的莱索托、斯威士兰、南非和纳米比亚，其他地区也有部分引进。